# Clunio brevis
Clunio brevis är en tvåvingeart som beskrevs av Stone och Wirth 1947. Clunio brevis ingår i släktet Clunio och familjen fjädermyggor. Inga underarter finns listade i Catalogue of Life.